# Francesco Prendilacqua
Francesco Prendilacqua (Mantova, 1420 circa – 1499) è stato un umanista italiano.

## Biografia

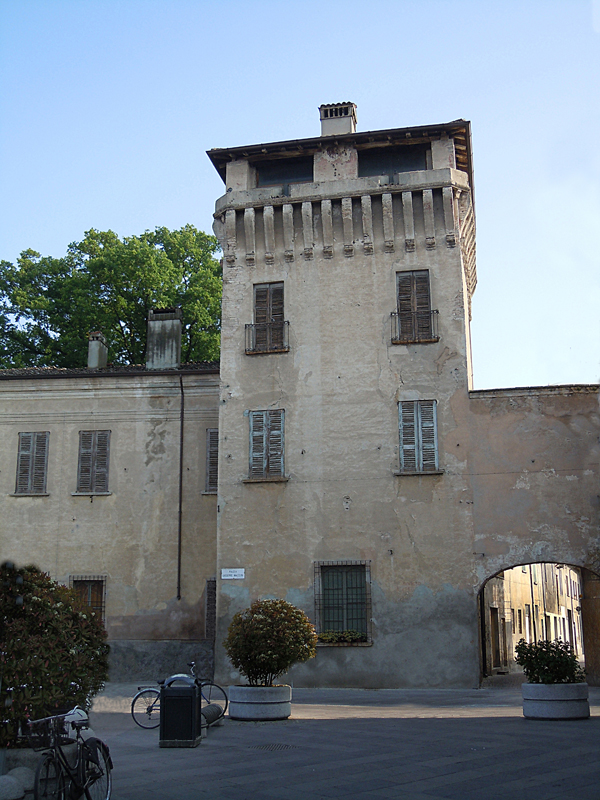
Torrazzo di Castel Goffredo, residenza del vicario dei Gonzaga

Figlio di Niccolò, fu coetaneo di Alessandro Gonzaga e frequentarono entrambi Ca' Zoiosa dell'umanista Vittorino da Feltre. Fu segretario di Alessandro e dopo la morte di questi nel 1466, passò al servizio del marchese Ludovico II Gonzaga in qualità di precettore dei figli e quindi come segretario di Federico I Gonzaga.
Nel 1475 ricoprì l'incarico di vicario dei Gonzaga a Castel Goffredo. Per breve periodo fu al servizio del doge di Genova Battista Fregoso nel 1483.

## Opere
- De vita Victorini Feltrensis dialogus Francisci Prendilaquæ Mantuani
- Intorno alla vita di Vittorino da Feltre: Dialogo di Francesco Prendilacqua